# Вальс на Печоре
«Вальс на Печоре» — художественный фильм, «LILEO ARTS» (Грузия), 1992, драма.

## Сюжет
История одной семьи. Отец и мать репрессированы в 1937 году, дочь «врага народа» отдали в детский дом. Убежав оттуда, девочка возвращается домой. А в их квартире уже живет другой человек, он оказывается сотрудником НКВД и теперь ему предстоит нелёгкий выбор. Он, конечно, должен выгнать дочь «преступников». И не может этого сделать. Эта линия фильма — о преодолении взаимной ненависти, о развитии человеческих отношений «палача» и «жертвы». Гурам Пирцхалава сыграл палача, обреченного стать жертвой.
В фильме две параллельные сюжетные линии, две истории: тринадцатилетней девочки (ее великолепно играет Нино Сургуладзе) и ее матери.
Фильм во многом несёт автобиографические мотивы.

## В ролях
- Гурам Пирцхалава
- Нино Сургуладзе
- Марика Чичинадзе
- Тамара Схиртладзе
- Нинель Чанкветадзе
- Додо Чичинадзе

## Призы
- Приз экуменического жюри на Берлинском кинофестивале (1993)
- Приз ФИПРЕССИ
- Приз экуменического жюри МКФ в Венеции—92;
- Специальное упоминание МКФ женского кино в Минске—93.